# Valeri Txkàlov
Valeri Txkàlov (rus: Вале́рий Па́влович Чка́лов)  (Čkalovsk, 20 de gener de 1904 (Julià) - Moscou, 15 de desembre de 1938), nom complet amb patronímic Valeri Pàvlovitx Txkàlov, AFI [vɐˈlʲerʲɪj ˈpavləvʲɪtɕ ˈtɕkaləf], fou un pilot de proves soviètic, comandant de brigada (1938) i Heroi de la Unió Soviètica (1936).
Fou comandant de la tripulació de l’avió que va fer el primer vol sense escales, a través del pol Nord, des de Moscou a l'Amèrica del Nord (Vancouver, Washington) el 1937.

## Biografia

### Primers anys
Txkàlov va néixer en una família russa el 1904 a Vassíliovo (la ciutat ara es diu Txkàlovsk en honor seu), prop de Nijni Nóvgorod.
Era fill de Pàvel Grigórievitx Txkàlov calderer de vaixells de la drassana de Vassilievo, al riu Volga. La mare, Irina Ivànovna Txkàlova, mestressa de casa, va morir el 1910, quan Valeri tenia 6 anys Txkàlov va estudiar a l'escola tècnica de Txerepovets. Tot i això, a causa de les dificultats materials i de l'escassetat de professors, l'escola es va tancar el 1918, Valeri va tornar a casa i va començar a treballar amb el seu pare, a la drassana, com a aprenent. Després va aconseguir una feina de fogoner a la draga Voljskaia-1 i al vapor Baian).

### Inici del servei en l'aviació
El 1919, Valeri Txkàlov va veure un avió per primera vegada i, encegat amb el somni de l'aviació, va marxar cap a Nijni Nóvgorod, on va conèixer el seu company Vladímir Frolisxev, que treballava com a capatàs en el muntatge d'avions al 4t Parc d'Aviació Kanavinski. Segons el seu consell, Valeri, als 15 anys, es va presentar voluntari a l'Exèrcit Roig i va començar a treballar com a aprenent de muntador d'avions a la seva flota.
El 1921 se li va presentar l'ocasió d'estudiar per a pilot a l'Escola de Formació de Iegórievsk i es va graduar el 1924 formant part d’un esquadró de combat.
Txkàlov es va casar amb Olga Orekhova, una mestra de Leningrad, el 1927. A finals de juny de 1927 va ser enviat a Lípetsk per obtenir habilitats avançades de vol. En aquell moment, els pilots de caça estrangers (principalment alemanys) eren entrenats a Lipetsk. En els vols de demostració, Txkàlov va ocupar el primer lloc. En honor del 10è aniversari de la Revolució d'Octubre, es va organitzar una desfilada militar a Moscou. El 8 de novembre, a l'aeròdrom central de Moscou, va tenir lloc una exhibició aèria amb una demostració dels èxits personals dels pilots. Txkàlov va ser un dels participants d'aquesta exhibició i se li va permetre fer acrobàcies a baixa altitud.
El 15 de desembre de 1927, Txkàlov va arribar a Briansk, a la 15a Brigada d'Aviació que duia el nom del Comitè Executiu Central de l'URSS, mentre la seva dona i el seu fill Ígor van romandre a Leningrad.
El 1927 va ser nomenat comandant de formació. Del 1928 al 1930, Txkàlov va treballar com a instructor de vol a l’Escola de Briansk, tot i que amb una pausa d’un any, perquè el 15 d’agost de 1928, Txkàlov va patir un accident en un vol de Gómel a Briansk, va xocar amb un línia telegràfica i es va estavellar. Tot i que no va resultar ferit, l'avió va quedar destruït. La comissió d'investigació designada posteriorment li va assignar l'única culpa. A causa d'això, el 2 de gener de 1929 va ser condemnat per un tribunal militar a un any de presó i expulsat de l'Exèrcit Roig durant aquell temps.De tota manera, Txkàlov no va complir la seva condemna durant gaire de temps, a petició de Iàkov Alksnis i Kliment Voroixílov, menys d'un mes després es va canviar la condemna a una condicional i Txkàlov va ser alliberat de la presó de Briansk.
Mentre estava a reserva, a principis de 1929, Txkàlov va tornar a Leningrad i fins al novembre de 1930 va treballar a l'Osoaviakhim  de Leningrad, on va dirigir una escola de planadors i va ser instructor de pilots.

### Tasca com a pilot de proves
El novembre de 1930, Txkàlov es va reincorporar a l'Exèrcit Roig i fou enviat a treballar a l'Institut de Recerca de Moscou de la Força Aèria de l'Exèrcit Roig.
Durant dos anys de treball a l'Institut de Recerca, va realitzar més de 800 vols de prova, després d'haver dominat la tècnica de pilotatge de 30 tipus d'avions. El 3 de desembre de 1931, Txkàlov va participar en les proves d’un portaavions volador, un bombarder pesat que transportava fins a cinc avions de combat a les ales i al fuselatge.
El 1932, l'Institut de Recerca de la Força Aèria va ser transferit del camp de Khodinskoie a Moscou a un aeròdrom proper a la ciutat de Sxólkovo, regió de Moscou. Un esdeveniment ordinari com el trasllat es va convertir en la primera desfilada aèria de l'URSS amb un vol sobre la Plaça Roja. 45 avions van volar en una columna de tres avions seguits, i al capdavant hi havia un bombarder TB-3 amb el número 311 a la cua, pilotat per la tripulació de Valeri Txkàlov.
Al gener de 1933, Valeri Txkàlov tornava a estar a la reserva i va ser traslladat a treballar com a pilot de proves a la planta d'aviació de Moscou núm. 39. Juntament amb el seu amic Aleksandr Aníssimov, va provar l'últim avió de combat dels anys 30 l'I-15 (biplà) i l'I-16 (monoplà) dissenyats per Polikàrpov. Va participar en les proves de destructors de tancs "VIT-1" i "VIT-2", així com a la dels bombarders pesats "TB-1", "TB-3" i un gran nombre d'avions experimentals de l'Oficina de Disseny Polikàrpov. També va realitzar noves acrobàcies aèries: un gir ascendent i un gir lent.
El 5 de maig de 1935, el dissenyador d'avions Nikolai Polikàrpov i el pilot de proves Valeri Txkàlov van ser guardonats amb el màxim guardó governamental - l'Orde de Lenin - per la creació del millor avió de combat.

### Rècords aeronàutics

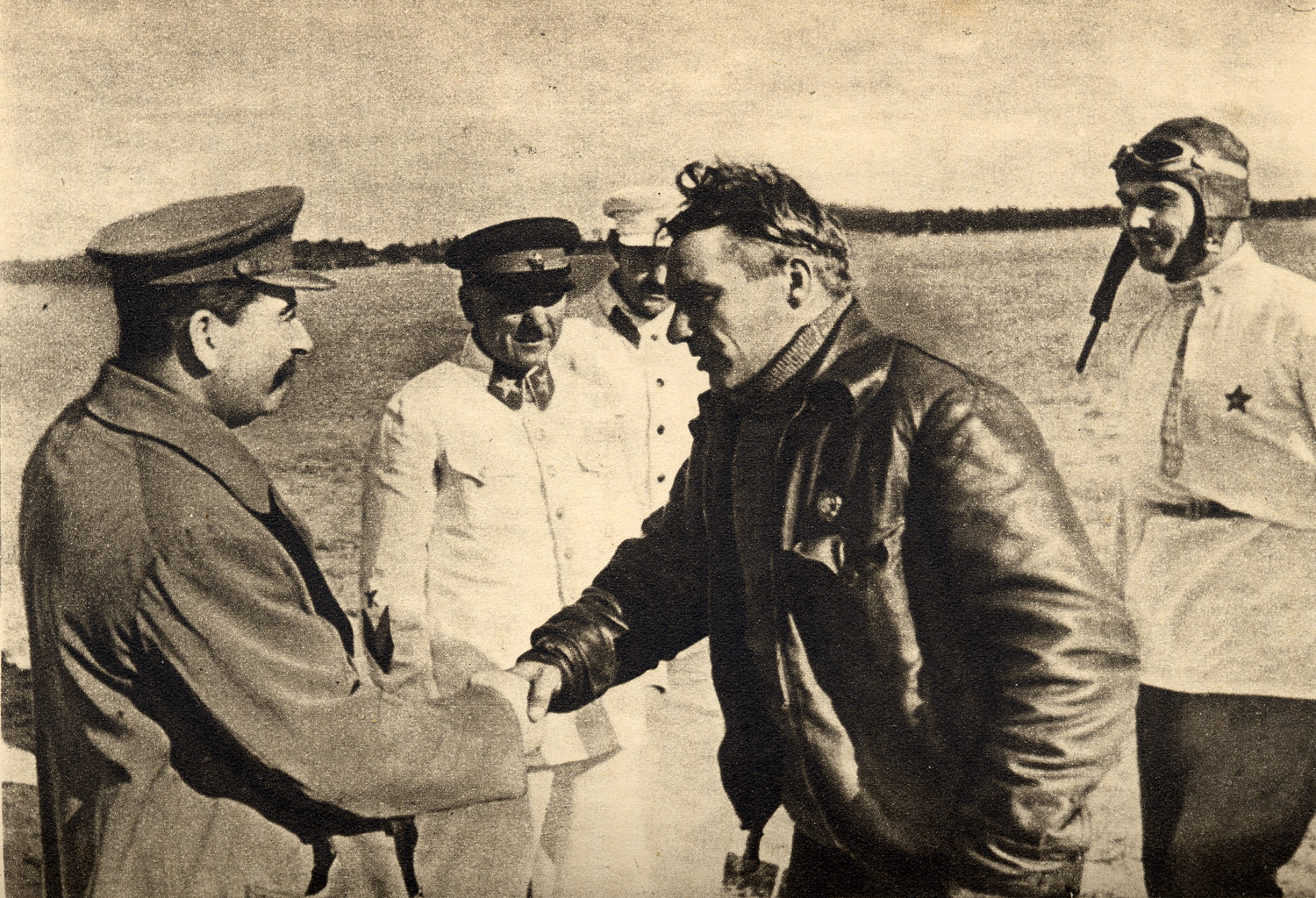
Stalin, Voroixílov, Kaganóvitx, Txkàlov i Beliakov. Reunió després del vol a l'Extrem Orient. Aeròdrom de Sxelkovski, 10 d'agost de 1936

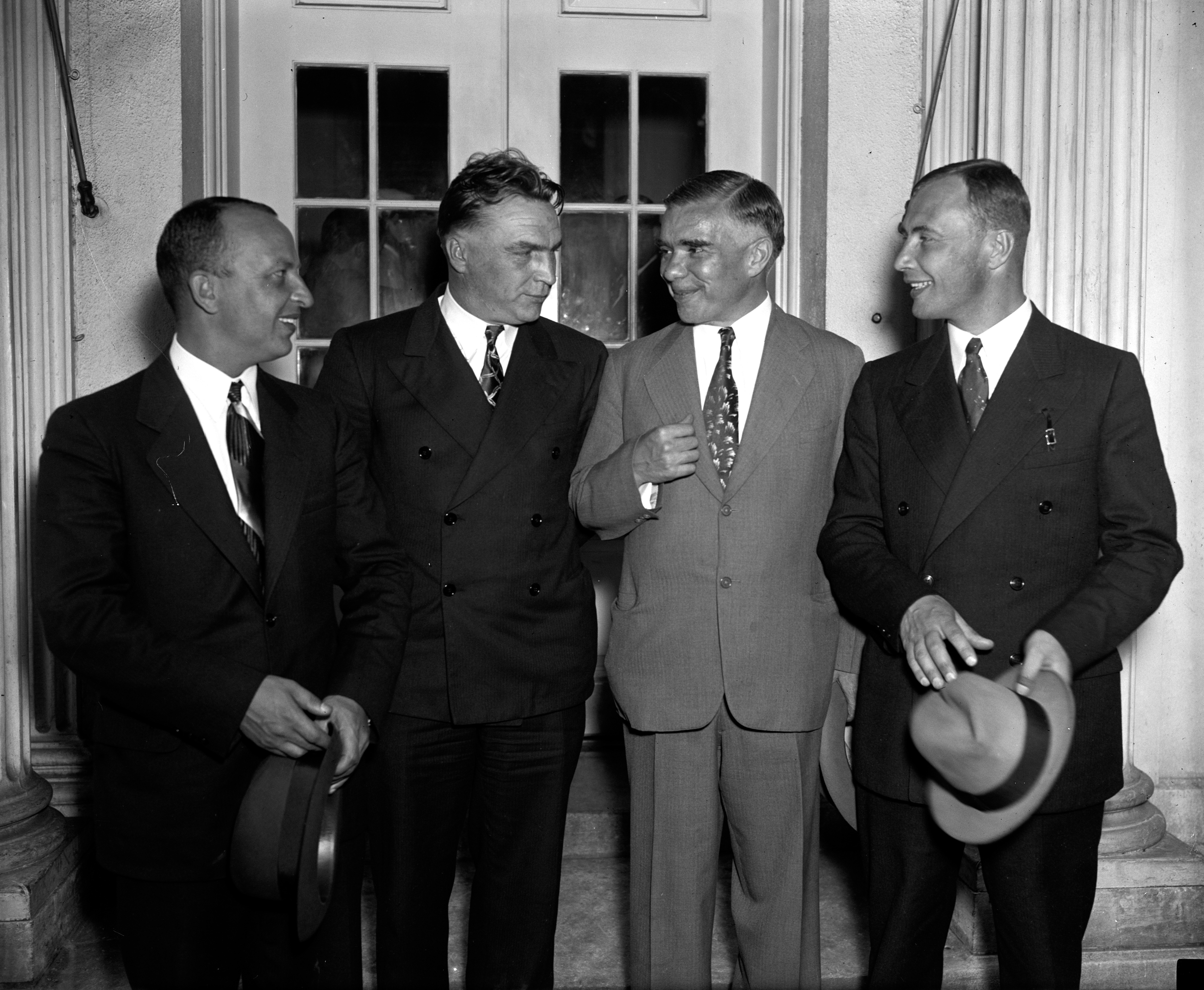
Baidukov, Txkàlov, el plenipotenciari de l'URSS Troianovski i Beliakov després d'una recepció amb el president dels Estats Units Roosevelt a la Casa Blanca. 28 de juny de 1937

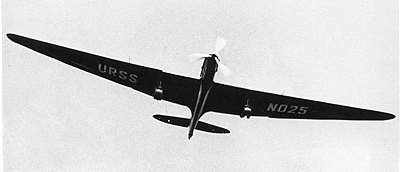
ANT-25 en vol

A la tardor de 1935, el pilot Gueorgui Baidukov va suggerir que Txkàlov organitzés un vol de rècord des de l'URSS als Estats Units, a través del pol Nord, i dirigís la tripulació de l'avió. A la primavera de 1936, Txkàlov, Baidukov i Beliakov es van adreçar al govern amb la proposta de dur a terme aquest vol, però Stalin va indicar un pla de ruta diferent: Moscou - Petropàvlovsk-Kamtxatski, en témer que es repetís l’intent fallit de Levanevski (a l’agost de 1935, el vol de S. Levanevski, G. Baidukov i V. Lévtxenko a la ruta Moscou - Pol Nord - San Francisco es va haver d'interrompre a causa d'una fuita al dipòsit de combustible).
El vol de la tripulació de Txkàlov des de Moscou fins a l'Extrem Orient va començar el 20 de juliol de 1936 i va durar 56 hores abans d’aterrar a la llengua de sorra de l'illa Udd, al mar d'Okhotsk. La longitud total de la ruta rècord va ser de 9375 quilòmetres. Ja a l'illa Udd, es va posar a bord de l'avió la inscripció "La ruta de Stalin", i es va guardar per al següent vol, a través del pol nord cap a Amèrica. Tots dos vols de Txkàlov van portar oficialment aquest nom fins al començament de la lluita contra el culte a la personalitat de Stalin. Pel vol a l’Extrem Orient, tota la tripulació va rebre el títol d'Heroi de la Unió Soviètica amb l'Orde de Lenin: la medalla Estrella d’Or, introduïda el 1939 després de la mort de Txkàlov, només es va concedir el 2004 als seus fills. A més, Txkàlov va rebre un avió personal U-2 (ara en un museu de Txkàlovsk). L'excepcional importància propagandística d’aquest vol per al seu temps s’evidencia en el fet que Ióssif Stalin va arribar personalment el 10 d’agost de 1936 al camp d’aviació de Sxelkovski, prop de Moscou, per conèixer la tripulació de l’avió que tornava. A partir d’aquest moment, Txkàlov va aconseguir la fama a l’àmbit nacional soviètic.
Chkalov va continuar demanant permís per volar als Estats Units i el maig de 1937 es va obtenir el permís. L’avió ANT-25 es va enlairar el 18 de juny. El vol va tenir lloc en condicions molt més difícils que l'anterior (sense visibilitat, amb glaç, etc.), però el 20 de juny l'avió va aterrar amb seguretat a Vancouver, Washington, Estats Units. La longitud del vol va ser de 8504 quilòmetres. Tots els membres de la tripulació es van convertir en celebritats als Estats Units. Entre els que van rebre la tripulació a terra estatunidenca hi havia l'ambaixador de l'URSS als Estats Units Aleksandr Troianovski i George Marshall, el futur general i Secretari d'Estat dels Estats Units, que més tard va rebre els membres de la tripulació a casa seva.
Per aquest vol, la tripulació va rebre l'Orde de la Bandera Roja.

### Mort
Txkàlov va morir el 15 de desembre de 1938 mentre pilotava un prototip del caça Polikàrpov I-180, que es va estavellar durant el seu primer vol de prova. La sèrie d'esdeveniments previs a l'accident no és del tot clara. Cap dels dos principals dissenyadors de l'avió, Nikolai Polikàrpov i Dmitri Tomaixévitx, no havia aprovat el vol, i ningú no havia signat un formulari que permetés treure el prototip de la fàbrica. En qualsevol cas, Txkàlov va enlairar-se i va fer un circuit de baixa altitud al voltant de l'aeròdrom. Per al segon circuit, Txkàlov va volar més lluny, i va ascendir a més de 2.000 m, tot i que el pla de vol prohibia específicament superar els 600 m. Aparentment, Txkàlov va calcular erròniament l’aproximació d’aterratge i va fer curt en la seva arribada a l’aeròdrom, però quan va intentar corregir l’aproximació, el motor M-88 es va aturar inesperadament. Txkàlov va poder evitar diversos edificis, però en l’últim moment, l’avió va tocar els cables d'una línia elèctrica. L'ala dreta va colpejar un dels pals de la línia i, girant-se sobre si mateix, es va estavellar contra un munt de deixalles de fusta. Txkàlov va ser llançat fora de la cabina 10-15 metres juntament amb la secció de la cua del fuselatge, els controls i el seient. No s'hi va calar foc, però Txkàlov va colpejar el cap contra unes peces de metall que es van trobar al lloc de la caiguda. Fou rescatat encara amb vida, però va morir dues hores després a causa de la gravetat de les ferides. Les seves cendres són enterrades a la Muralla del Kremlin.
La investigació oficial del govern va concloure que el motor es va apagar perquè es va refredar massa ràpid en absència d'aletes de refrigeració. Altres van llançar la hipòtesi que Txkàlov havia fet avançar l'accelerador massa ràpid i, per tant, va ofegar el motor. Com a resultat de l'accident, Tomaixévitx i diversos altres funcionaris, que van instar el primer vol, van ser arrestats immediatament i condemnats a llargues penes de presó per llançar un avió amb nombrosos mal funcionaments que van provocar la mort del pilot.
Anys més tard, el seu company i també pilot de proves, Mikhaïl Grómov, va culpar els dissenyadors de la deficient refrigeració del motor i el propi Txkàlov per desviar-se del pla de vol. Segons la versió exposada per la filla de Txkàlov, Valéria Valérievna a la pel·lícula del projecte televisiu «Iskateli» «Okhota na Txkàlova», l'NKVD, així com Ióssif Stalin i Lavrenti Béria, són culpables de la mort del pilot, però les circumstàncies de l'accident feien poc probable el joc brut.Malgrat l'opinió d'alguns, després de la mort de Txkàlov, la reputació de Polikàrpov amb Stalin va quedar intacta i Polikàrpov va continuar dissenyant avions.

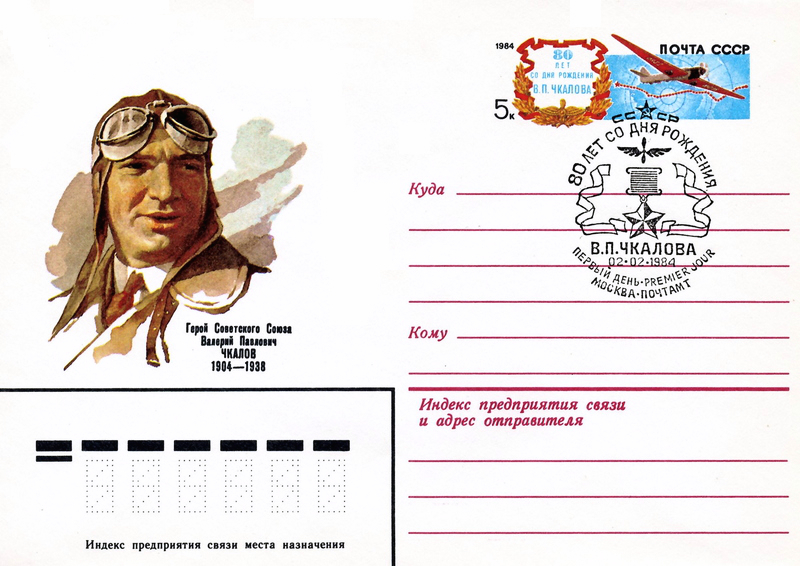
Sobre commemoratiu

### Llegat
Vassíliovo, el poble on va néixer Txkàlov, actualment es diu Txkàlovsk en el seu honor (óblast de Nijni Nóvgorod). La ciutat d'Orenburg va portar el nom Txkàlov entre 1938 i 1957. A Moscou hi va haver durant un temps un carrer Txkàlov, després reanomenat com a Zemlianoi Val; en altres parts de país continuen existint carrers amb el nom del pilot. Nijni Nóvgorod també té una escala fins al Volga que porta el seu nom amb una estàtua seva a la part superior. Des de la dècada de 1970, un carrer a Vancouver, Washington va ser reanomenat per honorar el pilot.
A les línies de metro de Moscou, San Petersburg, Iekaterinburg i Nijni Nóvgorod existeixen estacions anomenades Txkàlovskaia.

## Importància per a la Unió Soviètica

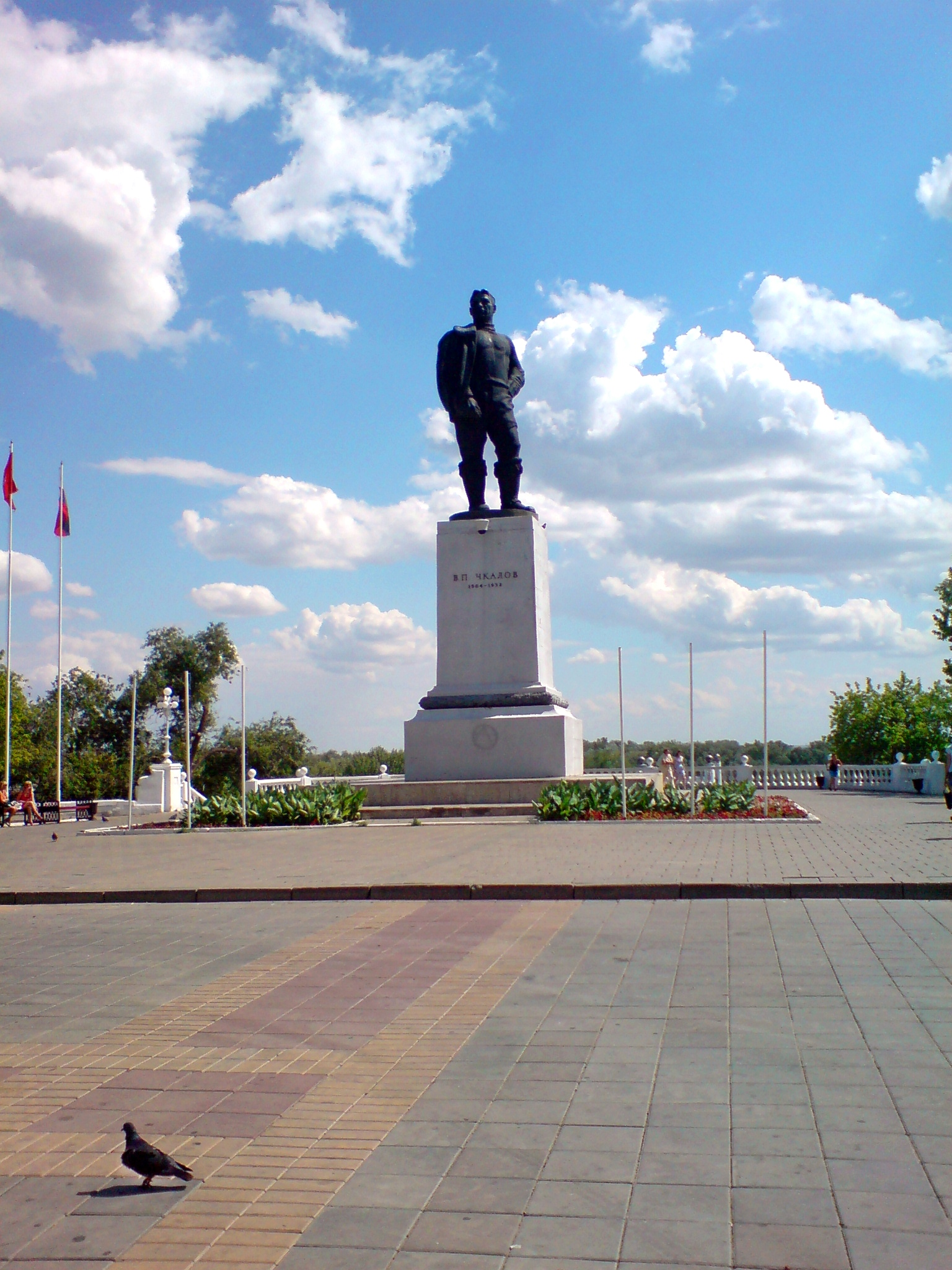
Monumento a Valeri Txkàlov a Orenburg.

La carrera professional de Txkàlov com a pilot va coincidir amb un període de la història soviètica on l'aviació era el segon símbol cultural més important de país, només per darrere de la figura de Ióssif Stalin Durant aquesta època, el govern de la Unió Soviètica tractava els pilots com a celebritats i fins i tot com a deïtats. Aquesta glorificació s'aplicava als pilots en general, però s'intensificava encara més en els casos d'aquells que es destacaven per alguna fita poc comuna. Stalin, un home cèlebre per la seva paranoia envers qualsevol cosa que podria convertir-se en el seu rival, va decidir que fomentar la popularitat dels pilots entre la població no suposava cap risc polític per a ell ni per al seu govern. Lluny de crear individus poderosos i potencials polítics amb la capacitat d'atreure la lleialtat dels ciutadans descontents amb el règim estalinista, la motivació per incentivar la popularitat dels pilots soviètics tenia dues raons: elevar la moral de la vila i enfortir la legitimitat i el poder de govern.
L'aviació, en particular, va ser utilitzada per elevar l'esperit de la població per diversos motius: en primer lloc, la Rússia tsarista no posseïa una força aèria important, de manera que qualsevol tipus d'èxit en l'aviació es podria atribuir completament "a les virtuts del bolxevisme ". A més, els èxits dels pilots soviètics (publicats per tots els diaris de l'època) oferien a la gent una sensació de superioritat tecnològica sobre el món que els envoltava i sobre la naturalesa mateixa.
Stalin creia que exaltar certs pilots no era perillós per als seus interessos polítics; tot i que la premsa ressaltava l'habilitat, la fortalesa i la destresa dels aviadors, Stalin era considerat el "veritable responsable" de les gestes. Els mitjans de comunicació insistien en la relació paternal entre Stalin i els seus pilots. Per exemple, Txkàlov va publicar un article titulat "El nostre pare" poc després de convertir-se en la primera persona a volar des de Moscou fins als Estats Units travessant el Pol Nord. En el seu article, deixava clar de manera explícita que "ell (per Stalin) és el nostre pare". El paper de Stalin com a figura paternal (i la naturalesa implícita dels pilots com els seus 'fills espirituals') reforçava la idea que la responsabilitat dels èxits en aviació era de Stalin. Aquest punt es veia reforçat per "relats que donaven crèdit a Stalin per la majoria de les iniciatives i la planificació de vols importants, incloent la seva disposició per escoltar les idees dels aviadors soviètics, la seva demarcació de les rutes dels pilots, la seva determinació de qui volaria i la seva autorització final". Els pilots soviètics més importants (que es convertien en figures de culte) gaudien més d'un gran èxit personal, el que incloïa una compensació monetària i altres beneficis dins de l'estructura de la Unió Soviètica; per tant, tenien un fort incentiu per mantenir-se fidels al règim. Stalin desitjava utilitzar aquest sistema de glorificació dels pilots com un mitjà per promocionar un tipus de model a seguir per al poble soviètic. Les identitats públiques dels herois aviadors de l'URSS representarien la concepció estalinista del "nou home soviètic": algú que es trobava més enllà dels entramats mundans de la política i que era, més aviat, amo de la natura i un heroi "individual i per sempre jove".
El paper que representaven els pilots soviètics en la societat del seu país no només era constructiu: també servia com a distracció. Alguns dels vols més promocionats coincidien amb les purgues. Les lloances als victoriosos aviadors (i, per tant, a Stalin) s'intensificaven en els moments en què més atenció del públic i revisió de les seves acusacions necessitaven les víctimes de les purgues. La distracció constituïa un atac directe cap a les víctimes més reconegudes de les purgues, que eren comparades de manera desfavorable amb els pilots.
Txkàlov, de la seva banda, va tenir l'honor de ser considerat "el pilot més famós de la Unió Soviètica". La seva biografia (tal com la narrava el govern) reflecteix els atributs del "nou home soviètic" de Stalin: apolític, per sempre jove (va morir en un accident als 34 anys), amo de la naturalesa i tan preocupat pel bé major (la integritat del seu avió experimental) com per la seva pròpia vida. El govern, de manera atípica, va destacar la iniciativa personal de Txkàlov, és a dir, el seu juvenil menyspreu per l'autoritat, la qual cosa denota un tipus especial de dualitat en una societat on el bé col·lectiu havia de ser recompensat per sobre de la iniciativa personal. En paraules de John McCannon, "Txkàlov era un aviador instintiu brillant, que preferia recolzar-se en pressentiments i en els seus reflexos abans que en la metodologia estàndard o els instruments de vol. També era un temerari que menyspreava l'autoritat". L'enfocament pretès, llavors, no era la desobediència juvenil (per la qual cosa va ser castigat i es va haver de disculpar), sinó l'ús del seu instint. Txkàlov, com un súper home, tenia una gran intuïció que utilitzava amb eficiència, una cosa valorada en el nou home soviètic. No obstant això, aquest instint estava incomplet sense un sentit de "maduresa i autodisciplina". Una història que circulava per aquella època assegurava que Txkàlov, en veure un nen barallant-se amb una nena, li havia dit que deixés de barallar-se i que enfoqués la seva energia en els seus estudis. El nen hauria acceptat el consell i s'havia convertit en un home reeixit gràcies a ell. El punt de la història era mostrar que, tot i que Txkàlov era un temerari, "en convertir-se en heroi, havia obtingut no només saviesa, sinó també la capacitat de transmetre aquesta saviesa a tercers". Aquesta barreja de valentia i maduresa era el model que Stalin volia transmetre com a ideal: la seva concepció del nou home soviètic.